# Овсеп Вайоцдзорци
Иовсеп Вайоцдзорци, Овсеп Огоцимци (год рож. неиз. – 25 июля 454) — католикос Армянской апостольской церкви в 444—451 годах. Родился в селе Охоцим (Hoghotsim) области Вайоц-Дзор провинции Сюник. Ученик Месропа Маштоца. Активный деятель антисасанидского движения в 449—451 гг. Предстал перед судом Йездигерда II-го.